# Zeuxis

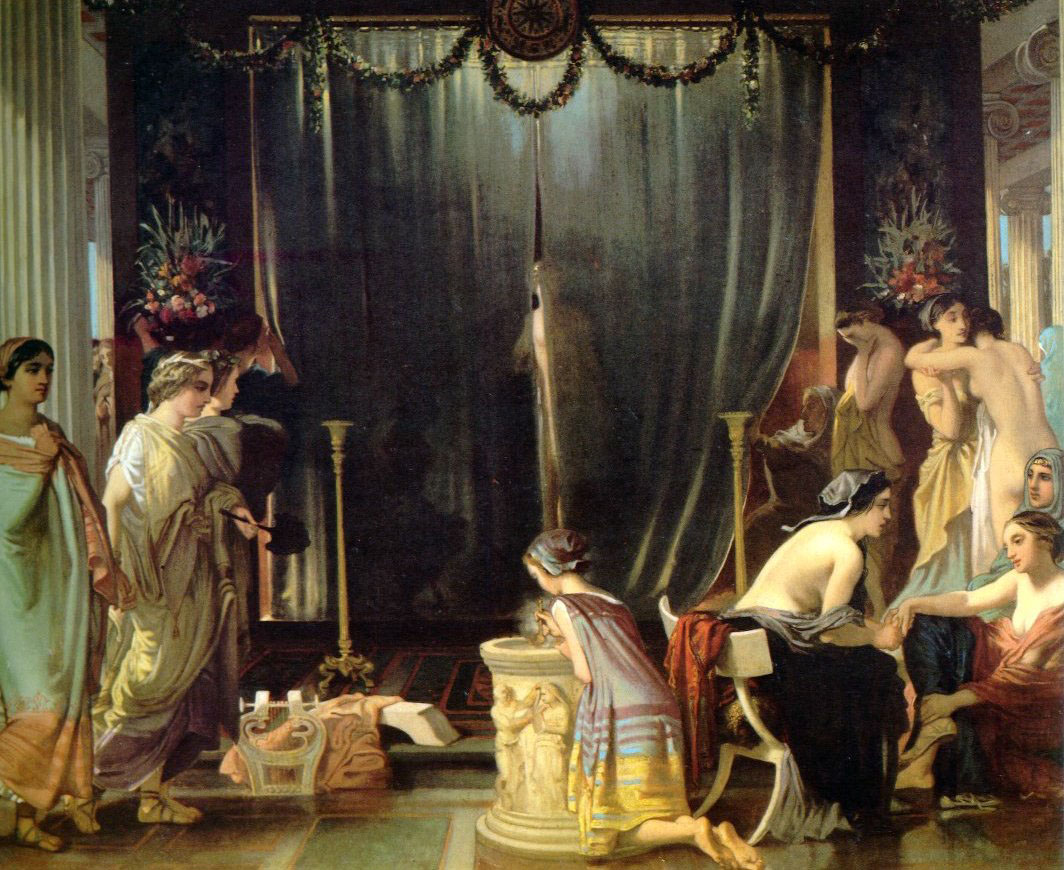
Zeuxis kiest zijn modellen. (Geschilderd door Victor Mottez)

Zeuxis (Oudgrieks: Ζεῦξις) was een beroemd Grieks kunstschilder afkomstig uit Groot-Griekenland in de 5e eeuw v.Chr.
Zeuxis was sinds ± 425 v.Chr. in Athene gevestigd, waar hij tot de kring van Socrates behoorde. Hij leefde ook enkele jaren aan het hof van Archelaüs van Macedonië, die hem de opdracht gaf zijn paleis te versieren. Zijn artistieke arbeid leverde hem een fortuin op. Zeer beroemd was zijn portret van Helena als ideaal van de vrouwelijke schoonheid, dat in de tempel van Hera in Croton hing.
Zeuxis' voorkeur ging uit naar mythologische onderwerpen, bijvoorbeeld centauren (Lucianus schreef een uitvoerige ekphrasis van zijn schilderij de 'Centaurenfamilie'). Het naturalistische karakter van zijn schilderkunst werd in de Oudheid erg gewaardeerd, evenals de virtuositeit van zijn schaduwwerking en vormgeving. De absolute volmaaktheid van zijn schildertechniek wordt onder meer geïllustreerd door een anekdote over zijn wedijver met zijn vakgenoot Parrhasius uit Ephesus: deze probeerde zijn rivaal Zeuxis, die een tros druiven zo natuurgetrouw schilderde dat er vogels op afkwamen, te overtroeven door een zo realistische afbeelding van een gordijn weer te geven, dat Zeuxis het wilde openschuiven.
Zeuxis heeft ook eenkleurige schilderijen gemaakt.
- Gemeinsame Normdatei: 118772651
- International Standard Name Identifier: 0000 0004 4038 8249
- Library of Congress Control Number: no2005061794
- Nationale Bibliotheek van Israël: 987007451413305171
- RKD-Nederlands Instituut voor Kunstgeschiedenis: 452666
- Union List of Artist Names: 500021844
- Virtual International Authority File: 8183622